# Lago Valencia
El lago Valencia es un lago del Perú ubicado en el distrito de Las Piedras, provincia de Tambopata, en el departamento de Madre de Dios. Se halla en la cuenca amazónica. Se encuentra a 60 km de la ciudad de Puerto Maldonado. En su extremo norte se halla la localidad de Lago Valencia, donde se concentran los servicios turísticos relacionados al lago.